# Canosioïta
La canosioïta és un mineral de la classe dels fosfats, que pertany al supergrup de la brackebuschita. Rep el nom de la localitat de Canosio, a Itàlia, on es troba la seva localitat tipus.

## Característiques
La canosioïta és un arsenat de fórmula química Ba₂Fe3+(AsO₄)₂(OH). Va ser aprovada com a espècie vàlida per l'Associació Mineralògica Internacional l'any 2015, sent publicada per primera vegada el 2017. Cristal·litza en el sistema monoclínic. La seva duresa a l'escala de Mohs es troba entre 6 i 6,5. És l'anàleg de bari de l'arsenbrackebuschita i l'anàleg d'arsènic de la gamagarita. Químicament es troba relacionada amb la dussertita i la bariofarmacosiderita.
L'exemplar que va servir per a determinar l'espècie, el que es coneix com a material tipus, es troba conservat a les col·leccions mineralògiques del Museu regional de ciències naturals, secció de mineralogia, petrografia i geologia, a Torí (Itàlia), amb el número de catàleg: m/15941.

## Formació i jaciments
Acostuma a presentar-se associada amb una varietat rica en manganès de moscovita, de color bronzejat. Va ser descoberta a la mina Valletta, situada a la localitat de Canosio, dins la província de Cuneo (Piemont, Itàlia). També ha estat descrita a la muntanya Obernberger Tribulaun, al districte d'Innsbruck-Land (Tirol, Àustria). Aquests dos indrets són els únics de tot el planeta on ha estat descrita aquesta espècie mineral.